# Chailly-sur-Armançon
Chailly-sur-Armançon är en kommun i departementet Côte-d'Or i regionen Bourgogne-Franche-Comté i östra Frankrike. Kommunen ligger i kantonen Pouilly-en-Auxois som tillhör arrondissementet Beaune. År 2022 hade Chailly-sur-Armançon 276 invånare.

## Befolkningsutveckling
Antalet invånare i kommunen Chailly-sur-Armançon
Referens:INSEE